# Flamenpolitik
Flamenpolitik (en alemán "política para Flandes" o "política flamenca") es un nombre para referirse a ciertas políticas emprendidas por las autoridades de ocupación alemanas en territorio belga durante la Primera y Segunda Guerra Mundial. El objetivo último de éstas era la disolución de Bélgica, mediante la separación de Valonia y Flandes. Las autoridades alemanas buscaban explotar los tradicionales problemas lingüísticos de la nación belga, en especial la discriminación sistemática del idioma neerlandés antes de la Primera Guerra Mundial. Tras esta política subyacía la idea del pangermanismo.

## Primera Guerra Mundial
Al comienzo, la Flamenpolitik se limitaba a un simple esfuerzo por traducir las leyes de Alemania a los idiomas de Bélgica. Sin embargo, en 1916 se desarrolló un nuevo plan con la idea de que Bélgica nunca más fuese un obstáculo para el expansionismo alemán; así, Alemania debería estar rodeada por estados colchón débiles abiertos a la influencia germana. El plan requería un estado flamenco independiente y libre de la influencia francófona. Tal fin requería medidas mucho más radicales que las que se habían tomado hasta entonces.
La primera universidad monolingüe en flamenco se estableció en Gante y se bautizó con el nombre del gobernador militar alemán Moritz von Bissing. El canciller alemán Bethmann-Hollweg azuzó a los líderes separatistas flamencos para que proclamaran la independencia y se integraran en la esfera de influencia alemana; al mismo tiempo, los movimientos nacionalistas, tanto flamencos como valones, ayudaban y alentaban a las fuerzas de ocupación germanas.
Von Bissing convocó una comisión para organizar la división del país y, mediante un decreto publicado el 21 de marzo de 1917, separó Bélgica en dos áreas administrativas: Flandes y Valonia. Teniendo en cuenta la decisión de 1912 de los nacionalistas valones de reconocer Namur como la ciudad más al centro de su región, la administración valona se estableció allí. La administración valona pasó a tener autoridad sobre cuatro provincias meridionales de Bélgica y una parte de la provincia de Brabante, el distrito de Nivelles, haciendo así realidad otra reivindicación del movimiento valón: la creación del Brabante Valón. La región flamenca, por su parte, tenía la capital en Bruselas y comprendía de las cuatro provincias del norte, así como los distritos de Bruselas y Lovaina. Este fue el primer intento de dividir Bélgica basándose en criterios lingüísticos.
La base geográfica empleada para dividir el país se inspiró claramente en las ambiciones federalistas de los movimientos nacionalistas flamencos y valones, y dichos movimientos reclamarían una redistribución similar más adelante. En la actualidad, tras la federalización de Bélgica, la Comunidad Flamenca y la Región Valona tienen las mismas capitales y prácticamente los mismos territorios que las entidades administrativas que propugnaba la Flamenpolitik.

## Segunda Guerra Mundial
Adolf Hitler defendía una política similar respecto a Bélgica, con el matiz de que su visión de la Flamenpolitik tenía el objetivo adicional de "arianizar" los territorios belgas. En el marco de esta política, las autoridades alemanas decidieron poner en libertad a los soldados y reservistas flamencos hechos prisioneros durante la guerra tras la rendición belga. En teoría, cualquier soldado belga prisionero que aprobase una prueba lingüística se hacía acreedor de un Entlassungsschein que le permitía volver al hogar. Sin embargo, en la práctica, esto se circunscribió de forma preferente a soldados flamencos, mientras que los francoparlantes permanecieron en casi todos los casos en campos de prisioneros hasta el fin de la guerra.
La política pretendía exacerbar los conflictos internos de Bélgica y granjear apoyos a las fuerzas alemanas en el norte. Llevar a la práctica la política fue facilitado por el hecho de que en 1938 el ejército belga había sido dividido en regimientos flamencos y valones.